# Santa Maria do Herval
Santa Maria do Herval é um município brasileiro do estado do Rio Grande do Sul, que porém é chamado por quase a totalidade da população de Teewald, palavra da língua hunsriqueana que significa "Herval", formada por Tee (chá, erva mate) + Wald (floresta, bosque).